# Guernsey (kledingstuk)

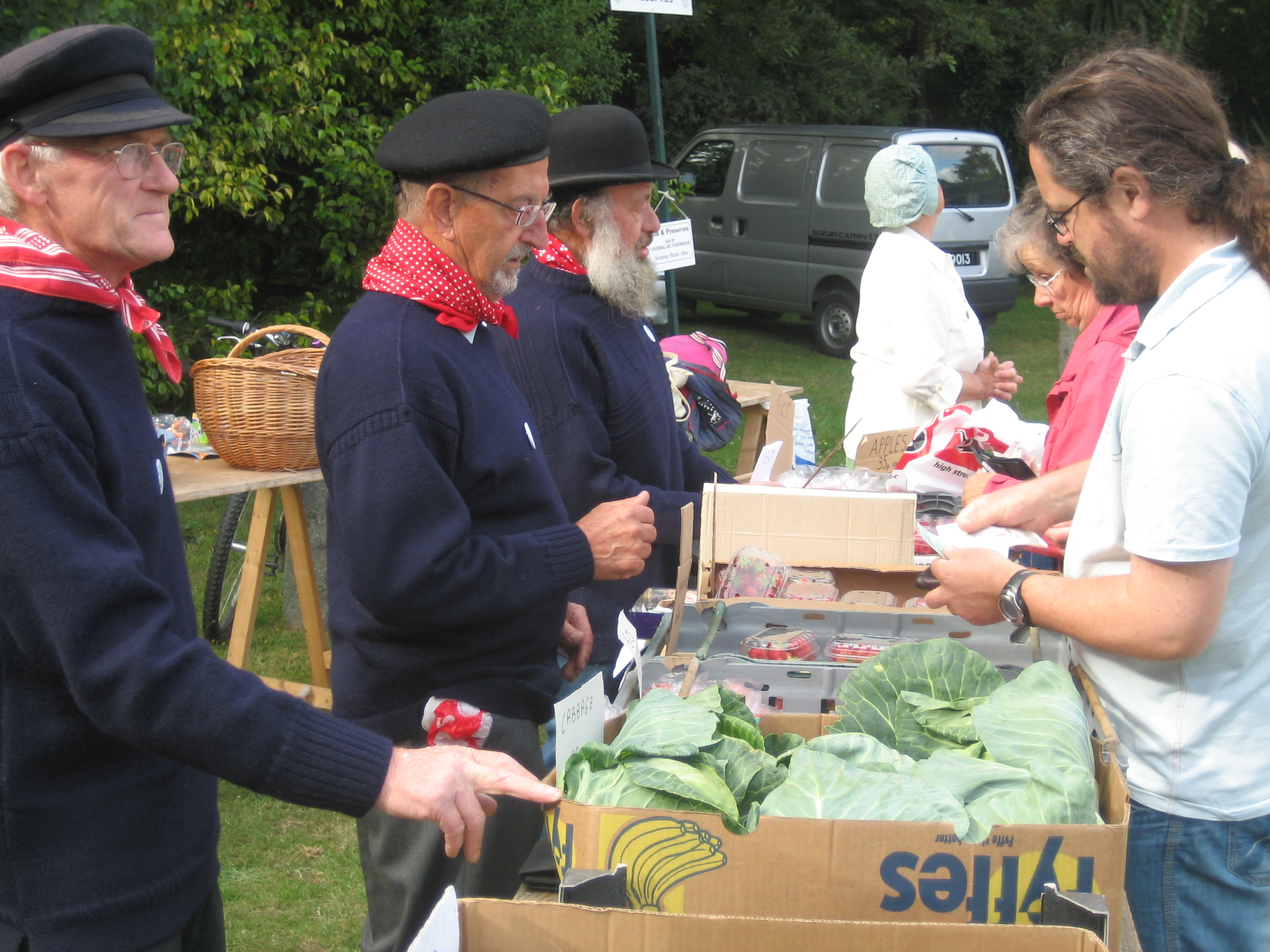
Guernseymen die hun guernseys dragen op de Lé Viaer Marchi (The Old Market), Guernsey

Een guernsey of gansey is een gebreide wollen visserstrui die zijn oorsprong vindt op het eiland Guernsey.

## Geschiedenis
Het eiland Guernsey kent een lange woltraditie. Zo bezaten Queen Mary I en Queen Elisabeth I reeds wollen producten van het eiland. De guernsey werd vroeger door vissersvrouwen speciaal voor hun echtgenoten gebreid. Doordat deze de wol met een kleine steek tot een sterk garen bewerkt hadden, was deze trui wind- en waterdicht. De echte (donker blauwe) guernseys zijn ook vandaag de dag nog fully fashioned en hand-finished, dus per stuk gebreid en handgemaakt, hoewel er tegenwoordig ook katoenen exemplaren voor de zomer geproduceerd worden. In de vroege 19e eeuw deed de guernsey zijn intrede in de Britse marine. Op voorspraak van Lord Nelson werd de trui geïntroduceerd in de Royal Navy. In 1857 ging de trui behoren tot de standaarduitrusting van het garnizoen dat gestationeerd zat in de Canadese provincie Nova Scotia. Ook de huidige leden van de Britse koninklijke familie dragen de trui in hun vrije tijd.

## Patroon
De motieven van de truien stellen alledaagse zaken uit het vissersleven voor. Zo symboliseren de ribbels langs de mouwen een scheepsladder, de schoudernaad een kabeltouw en de averecht gebreide boord de golven op zee. 